# オムサティ州
オムサティ州はナミビアの14の州のうちの一つ。